# Lyudmila Mikhailovna Pavlichenko
Lyudmila Mikhailovna Pavlichenko (tiếng Nga: Людмила Михайловна Павличенко, tiếng Ukraina: Людмила Михайлівна Павліченко, sinh 12 tháng 7 năm 1916 - mất 10 tháng 10 năm 1974) là một nữ xạ thủ thuộc đội quân bắn tỉa của Hồng quân trong Chiến tranh vệ quốc vĩ đại. Bà được tặng thưởng danh hiệu cao quý Anh hùng Liên bang Xô viết nhờ thành tích tiêu diệt 309 lính và sĩ quan đối phương.

## Tiểu sử
Lyudmila Mikhailovna Belova (Pavlichenko) sinh năm 1916 tại thành phố Bila Tserkva thuộc đế quốc Nga, nay thuộc Ukraina. Khi lên 14 tuổi, bà cùng gia đình chuyển lên Kiev. Tại đây, ngoài thời gian làm công nhân cho một nhà máy quốc phòng ở Kiev, bà còn tham gia một câu lạc bộ bắn súng và nhanh chóng trở thành một thiện xạ của câu lạc bộ.

## Sự nghiệp

### Chiến tranh thế giới thứ hai
Khi quân đội Đức Quốc xã bắt đầu Chiến dịch Barbarossa tấn công Liên Xô thì Pavlichenko đang là sinh viên Khoa Sử của Đại học Kiev. Bà đã ngay lập tức tình nguyện nhập ngũ và được phân về Sư đoàn bộ binh số 25 của Hồng quân. Trong sư đoàn này, bà được huấn luyện để trở thành một trong số hơn 2.000 lính bắn tỉa nữ trên toàn Liên Xô, có tới ba phần tư trong số này đã hy sinh trong suốt cuộc chiến.
Pavlichenko tiêu diệt 2 lính đối phương đầu tiên ở gần Belyayevka với một khẩu Mosin-Nagant. Tiếp đó ở mặt trận Odessa, chỉ trong vòng hai tháng rưỡi, bà đã tiêu diệt 187 địch. Khi quân Đức chiếm được thành phố, đơn vị của Pavlichenko chuyển tới Sevastopol. Cho đến tháng 5 năm 1942, trung úy Pavlichenko được ghi nhận đã tiêu diệt tổng cộng 257 lính Đức.
Cũng trên chiến trường này, cô gặp và kết hôn với một lính bắn tỉa cùng đơn vị. Nhưng ít lâu sau khi đăng ký kết hôn, hôn phu của Pavlichenko bị thương nặng và hy sinh trong bệnh viện. Tháng 6 năm 1942, đến lượt Pavlichenko bị thương vì đạn súng cối.
Do đã trở thành một xạ thủ nổi tiếng và biểu tượng của Hồng quân, sau khi dưỡng thương và trở lại chiến đấu chưa đầy một tháng, bà đã được lệnh rút khỏi tiền tuyến. Khi đó, thành tích của bà được ghi nhận là 309 lính và sĩ quan Đức, trong đó có 36 lính bắn tỉa của đối phương.
Pavlichenko không được phép ra trận nữa, thay vào đó bà được cử sang Mỹ và Canada để thực hiện các cuộc thăm viếng chính phủ và công chúng tại các nước này. Bà đã trở thành công dân Xô viết đầu tiên được tiếp kiến tại Nhà trắng bởi Tổng thống Mỹ Franklin Roosevelt.
Sau khi quay trở về Liên Xô, bà được thăng hàm thiếu tá và được giữ lại hậu phương để làm huấn luyện viên cho các xạ thủ Xô viết tại trung tâm huấn luyện Vystrel cho đến cuối chiến tranh. Năm 1943, Pavlichenko được tặng thưởng danh hiệu Anh hùng Liên Xô và được xuất hiện trên tem thư của Liên Xô.

### Sau cuộc chiến
Sau chiến tranh, Pavlichenko hoàn thành việc học tập tại Đại học Kiev và trở thành một nhà Sử học trong Hồng quân. Từ năm 1945 đến năm 1953, bà làm việc tại Bộ tư lệnh của Hải quân Xô viết và hoạt động trong Hội cựu chiến binh Xô viết.
Lyudmila Pavlichenko mất ngày 10 tháng 10 năm 1974 và được chôn cất tại Nghĩa trang Novodevichy nổi tiếng ở Moskva. Lễ tang của bà có nhiều các nguyên thủ quốc gia nhất đến viếng. 
Năm 1976, Pavlichenko lần thứ hai được xuất hiện trên tem thư của Liên Xô, một con tàu chở hàng của Ukraine cũng được lấy theo tên bà.
Năm 1992, bà được tạp chí Time bình chọn là một trong 20 người phụ nữ có ảnh hưởng nhất thế kỷ 20. 

## Phim
- Battle for Sevastopol (2015)